# Jimmy Krupka
Jimmy Krupka (15 luglio 1998) è uno sciatore alpino statunitense.

## Biografia
Attivo in gare FIS dal dicembre del 2014, in Nor-Am Cup Krupka ha debuttato l'11 dicembre 2016 a Panorama in supergigante (38º), ha conquistato il primo podio il 7 febbraio 2020 a Mont-Édouard in slalom parallelo (3º) e la prima vittoria il 10 febbraio successivo a Whiteface Mountain in supergigante; ha debuttato in Coppa del Mondo il 18 novembre 2023 a Gurgl in slalom speciale, senza completare la prova. Non ha preso parte a rassegne olimpiche o iridate.

## Palmarès

### Nor-Am Cup
- Miglior piazzamento in classifica generale: 8º nel 2023
- 8 podi:
  - 2 vittorie
  - 1 secondo posto
  - 5 terzi posti

#### Nor-Am Cup - vittorie
| Data             | Località           | Paese       | Specialità |
| ---------------- | ------------------ | ----------- | ---------- |
| 10 febbraio 2020 | Whiteface Mountain | Stati Uniti | SG         |
| 14 dicembre 2022 | Beaver Creek       | Stati Uniti | SL         |

Legenda:

SG = supergigante

SL = slalom speciale

### Australia New Zealand Cup
- Miglior piazzamento in classifica generale: 3º nel 2024
- 1 podio:
  - 1 vittoria

#### Australia New Zealand Cup - vittorie
| Data           | Località     | Paese         | Specialità |
| -------------- | ------------ | ------------- | ---------- |
| 31 agosto 2023 | Coronet Peak | Nuova Zelanda | SL         |

Legenda:

SL = slalom speciale